# Semiótica psicanalítica
Semiótica psicanalítica é uma área interdisciplinar das ciências humanas que se propõe à reflexão para uma clínica da cultura contemporânea. Tem relação com a epistemológica da semiótica aplicada e da psicanálise em extensão, construindo hipóteses e diagnósticos referentes ao “ser no mundo” atual e à realidade social, a partir de suas contradições ou sintomas. 
Define e alcança o espaço de interseção das disciplinas da linguagem com as incidências do inconsciente: as categorias peirceanas (primeridade, secundidade e terceridade) e as categorias lacanianas (real, simbólico e imaginário).
Sua reflexão aponta para o conjunto de processos de produção capitalista, circulação e consumo de significações na vida cotidiana, abordando todo e qualquer fenômeno humano, individual ou coletivo - em especial, o estilo de recalcamento próprio desta época da história da humanidade.

## Disciplinas envolvidas
- Pesquisa em semiótica e psicanálise - metodologia de aplicação das categorias de análise que permitem fazer leituras das manifestações do inconsciente a céu aberto
- Sintomas da cultura - recenseamento dos conflitos e soluções de compromisso que a vida em sociedade impõe aos seus integrantes
- Subjetividades contemporâneas - mapeamento dos distintos modos de subjetivação e singularização nas sociedades do século XXI
- Estrutura da linguagem verbal e teoria dos discursos - estudo das funções e do campo da palavra, com reconhecimento e descrição dos modos discursivos
- Fundamentos da psicanálise - estudo dos conceitos fundamentais da teoria psicanalítica, cronológica e logicamente
- Formações e produções do inconsciente - estudo dos processos significantes de produção de sentido e das regras que regem os fenômenos psíquicos
- Teoria dos gozos: estudo das diversas modalidades de satisfação pulsional, determinadas por fatores internos e externos ao sujeito
- Arte e sublimação - estudo das capacidades de criação artística como maneiras de evitar o recalcamento, com avaliação das produções à luz da psicopatologias
- Estudos de gênero - avaliação das consequências da diferença sexual no sujeito da enunciação e a determinação de sua posição simbólica no processo de sexuação
- Políticas da diversidade - análise e comentário das determinações históricas, sociais e culturais da contemporaneidade, suas formas de inclusão e exclusão
- A condição pós-humana - estudo das intervenções psicossomáticas da tecnologia, com discussão sobre as perspectivas do pós-humanismo